# Sławomir Dawidziuk
Sławomir Dawidziuk (ur. 10 grudnia 1927 w Kuraszewie, zm. 13 lipca 1995 w Augustowie) – Sybirak, doktor inżynier nauk technicznych, główny geodeta wojewódzki w Białymstoku, działacz środowiskowy.

## Rodzina i środowisko
Urodził się 10 grudnia 1927 roku w miejscowości Kuraszewo na Białostocczyźnie w rodzinie nauczycielskiej – rodzice prowadzili tam Publiczną Szkołę Powszechną. Był młodszym synem Michała (1900–1995) oraz Ireny z Wierzchowskich (1899–1946) Dawidziuków; miał brata Bogumiła Mariana („Miłek”) (1926–2020). Ojciec przeszedł z prawosławia na katolicyzm (1925); młodszy syn został ochrzczony w obrządku greckokatolickim (zgodnie z popieraną wówczas przez władze państwowe tendencją). Matka po urodzeniu dzieci zajęła się ich wychowaniem w duchu religijnym i patriotycznym. W 1935 roku rodzina Dawidziuków przeprowadziła się do pobliskiego Topczewa, a rok później do Bielska Podlaskiego, gdzie ojciec pracował jako nauczyciel w wiejskich szkołach (m.in. w Orzechowiczach).
24 lipca 1954 roku zawarł związek małżeński z Krystyną Zofią Ruchałówną (lekarz medycyny, 1929–2017), z którego urodziło się dwoje dzieci: syn Krzysztof Zdzisław (inż. budownictwa, 1956–2002) oraz córka Hanna (mgr inż. rolnictwa, ur. 1959). Jako miłośnik przyrody i dziedzictwa kulturowego Podlasia w chwilach wolnych od pracy często odpoczywał z rodziną i przyjaciółmi w ulubionej miejscowości Tobołowo na Suwalszczyźnie.
Zmarł nagle 13 lipca 1995 roku  w Augustowie, został pochowany na Cmentarzu Miejskim w Białymstoku przy ul. Wysockiegiego 63 (sektor 140, rząd P, kw. 8).

## Wojna i deportacja 1940-1946
Edukację podstawową, rozpoczętą w rodzinnym Kuraszewie, Sławomir Dawidziuk zakończył w Bielsku Podlaskim w 1939 roku. Tam też zastał Dawidziuków wybuch II wojny światowej. Ojciec – żołnierz wojny 1920 roku, potem oficer rezerwy – zmobilizowany 19 marca 1939 roku, walczył w obronie Warszawy, a okres niewoli niemieckiej spędził w oflagu Woldenberg. Na Kresach zaś sytuacja ekonomiczna okupacji sowieckiej zmusiła matkę do podjęcia pracy jako nauczycielka języka rosyjskiego w dziesięciolatce, bracia zaś rozpoczęli naukę w sowieckiej szkole.
13 kwietnia 1940 roku Sławomir Dawidziuk został deportowany wraz z matką i bratem do Związku Sowieckiego, gdzie w okresie maj 1942 – listopad 1944 roku pracował przymusowo w Republice Kazachskiej przy budowie kolei Akmolińsk – Kartały w charakterze robotnika, cieśli i brygadzisty. Następnie – po rozpoczęciu reewakuacji – od listopada 1944 do stycznia 1946 roku na Ukrainie w Zarządzie Iwańkowskich Kolei Dojazdowych jako robotnik fizyczny i pomocnik maszynisty. Tam wstąpił do Związku Patriotów Polskich. Przez długi czas zarabiał na utrzymanie całej rodziny; chora na serce (angina pectoris) matka nie mogła podjąć pracy. Na obczyźnie otoczyła ona stałą opieką sierotę Danutę Nieścior, którą – aby umożliwić jej powrót – podała za swoją córkę. Z zesłania powrócił z matką i „siostrą” do Bielska Podlaskiego 17 lutego 1946 roku. Wywózkę, która pozbawiła go dzieciństwa, zawsze wspominał jako „poniewierkę i walkę o przetrwanie w głodowych warunkach”. W latach 90. napisał wspomnienia z tego okresu pt. Przez pryzmat wspomnień. Deportacja 1940–1946, których obszerne fragmenty opublikowano na łamach „Przeglądu Geodezyjnego” w latach 1991–1992. Na emeryturze działał w regionalnych strukturach Związku Sybiraków.
Na zesłaniu jego brat Bogumił zaciągnął się do Armii Andersa, walczył pod Monte Cassino, a po wojnie osiadł w Wielkiej Brytanii. W listopadzie 1946 roku powrócił do Bielska Podlaskiego ojciec, który po wyzwoleniu oflagu ponad rok przepracował na Ziemiach Odzyskanych jako nauczyciel. 26 listopada 1946 roku schorowana matka Sławomira zmarła na serce. Po śmierci żony ojciec jego ożenił się z Ireną z Pasyniuków Jaszczuk (1915–2005).

## Praca zawodowa
W roku 1946 po wzięciu korepetycji (ze względu na sześcioletnią przerwę w nauce) Sławomir Dawidziuk rozpoczął edukację w III-IV klasie semestralnej Gimnazjum im. Tadeusza Kościuszki w Bielsku Podlaskim, gdzie rok później uzyskał tzw. małą maturę. W 1949 roku w klasie XI „b” bielskiej Szkoły Ogólnokształcącej Stopnia Licealnego uzyskał świadectwo dojrzałości. W okresie 1 października 1949 – 10 września 1950 roku odbył czynną służbę wojskową w LWP w Szkolnej Baterii Oficerów Rezerwy Artylerii w Inowrocławiu. W 1955 roku został mianowany na stopień podporucznika.
W 1950 roku zdał egzamin wstępny i rozpoczął studia wyższe pierwszego stopnia na Wydziale Geodezyjnym Politechniki Warszawskiej. Jako student – oficer rezerwy prowadził zajęcia na Studium Wojskowym PW z topografii, instrukcji strzelania artylerii i in., zarabiając tym sposobem na swoje utrzymanie. Dyplom inżyniera geodety o specjalności geodezji gospodarczej uzyskał 8 lutego 1954 roku i został skierowany nakazem pracy do Białegostoku, z którym związał się już na całe życie. W latach 50. został członkiem PZPR. 
Pracę zawodową rozpoczął 1 kwietnia 1954 roku w Wojewódzkim Zarządzie Urządzeń Rolnych w Białymstoku. Po odbyciu rocznego stażu pracy w produkcji bezpośredniej we wsi Kleszczele został przeniesiony do Działu Geodezji, Nadzoru i Ewidencji Gruntów. Tu przeszedł przez różne stanowiska w strukturze organizacyjnej geodezji rolnej aż do dyrektora Wojewódzkiego Biura Geodezji i Terenów Rolnych w Białymstoku. Nadzorował przebieg prac nad pomiarem i ewidencjonowaniem gruntów, a w latach 70. także uwłaszczeniem, w związku z czym często wyjeżdżał w teren. W wyniku reformy administracji państwowej z dniem l stycznia 1984 roku objął stanowisko dyrektora Wydziału Geodezji i Gospodarki Gruntami Urzędu Wojewódzkiego w Białymstoku – głównego geodety wojewódzkiego, które piastował do 31 sierpnia 1990 roku, tj. do czasu przejścia na emeryturę.

## Działalność środowiskowa
Sławomir Dawidziuk aktywnie uczestniczył w działalności statutowej Stowarzyszenia Geodetów Polskich (SGP), którego członkiem był od 2 sierpnia 1954 roku do swojej śmierci. W strukturze organizacyjnej białostockiego Oddziału Stowarzyszenia pełnił funkcje m.in. członka zarządu (4 kadencje, 1956–1960) i zastępcy przewodniczącego (7 kadencji, 1960–1961 oraz 1962–1968). Na szczeblu centralnym był m.in. z wyboru imiennego członkiem Zarządu Głównego (1965–1966), zastępcą przewodniczącego Sekcji Geodezyjnych Urządzeń Rolnych (1973–1986) oraz członkiem Głównej Komisji SGP ds. specjalizacji zawodowej inżynierów (1983-1992). W okresie odbudowy Stowarzyszenia po wojnie był przewodniczącym komisji organizacyjno-programowej (1956–1957) oraz oświatowo-szkoleniowej (1957–1958). 14-krotnie był delegatem na doroczne krajowe zjazdy SGP (lata 1956–1989).
Obok pracy administracyjnej brał czynny udział w różnego rodzaju przedsięwzięciach dydaktyczno-naukowych. Zasiadał w komitecie organizacyjnym krajowych konferencji naukowo-technicznych geodetów w Białymstoku (1968, 1978, 1984) i uczestniczył w licznych sesjach oraz sympozjach w całej Polsce. Z ramienia SGP uczestniczył w międzynarodowych konferencjach poświęconych geodezji, m.in. w Sofii (1968), Szarwas (Węgry, 1982) i Prisztinie. Brał czynny udział w posiedzeniu wyjazdowym VII Komisji Międzynarodowej Federacji Geodezyjnej (FIG) w 1975 roku w Wiźnie. W latach 1962–1967 był wykładowcą przedmiotu „urządzenia rolne” w Technikum Geodezyjnym w Białymstoku i Technikum Administracji Rolnej w Bielsku Podlaskim. Ponadto zasiadał w komitecie organizacyjnym VIII edycji Konkursu Wiedzy Geodezyjnej i Kartograficznej dla młodzieży średnich szkół geodezyjnych (Supraśl, 17–19 kwietnia 1986). W 1990 roku był członkiem komisji ds. egzaminów na uprawnienia zawodowe geodezji i kartografii.

## Praca naukowa
W listopadzie 1967 roku ukończył Studium Podyplomowe w zakresie planowania przestrzennego terenów wiejskich na Wydziale Melioracji Wodnych Wyższej Szkoły Rolniczej we Wrocławiu. W 1976 roku otworzył przewód doktorski na Wydziale Geodezji i Urządzeń Rolnych Akademii Rolniczo-Technicznej w Olsztynie (obecnie Uniwersytet Warmińsko-Mazurski) i po obronie pracy 6 czerwca 1981 roku uzyskał stopień naukowy doktora nauk technicznych. Napisał rozprawę pt. „Ocena i kierunki doskonalenia zasad przekształcania struktury terenowej na przykładzie województwa białostockiego”.
Zdobyta wiedza i doświadczenie pozwoliły mu recenzować rozprawy naukowo-badawcze w zakresie prac urządzeniowo-rolnych, opracowywać ekspertyzy m.in. dla PAN i Ministerstwa Rolnictwa oraz poszukiwać nowych rozwiązań technicznych i formalnych w dziedzinie geodezji i kartografii. Był współinicjatorem i aktywnie propagował ideę tzw. „społecznych scaleń gruntów”. Współautorstwo „metody wskaźnikowej szacunku gruntów”, która uzyskała w Ministerstwie Rolnictwa świadectwo racjonalizatorskie (1972), przyniosło mu nagrodę zespołową II stopnia NOT (1974). Zasiadał przez dwie kadencje (1984–1986 i 1987–1990) w Komitecie Geodezji PAN, a w latach 1988–1990 w Radzie Naukowej Ministerstwa Gospodarki Przestrzennej i Budownictwa. Po 1989 roku z ramienia SGP uczestniczył jako pełnomocny przedstawiciel w rządowych pracach nad nowymi uregulowaniami prawnymi w zakresie geodezji, gospodarki gruntami, planowania przestrzennego itp. W 1990 roku powołano go na wiceprzewodniczącego Państwowej Rady Geodezyjnej i Kartograficznej. Był też członkiem kilku ośrodków naukowych i zespołów problemowych. Jego dorobek publikacyjny obejmuje ponad pięćdziesiąt pozycji specjalistycznych – odczytów, referatów oraz artykułów prasowych, głównie do miesięcznika „Przegląd Geodezyjny”, w którym był członkiem rady programowej (1980–1989).

## Nagrody i wyróżnienia
Ukoronowaniem aktywnej i rzetelnej pracy zawodowej oraz działalności społecznej Sławomira Dawidziuka było uhonorowanie go Odznaką Honorową SGP (1976) oraz nadanie mu na XXXI Zjeździe Delegatów SGP godności Członka Honorowego (15 maja 1992). Otrzymał ponadto liczne odznaczenia środowiskowe i państwowe, w tym Srebrną (1962) i Złotą (1963) Odznakę „Za zasługi w dziedzinie geodezji i kartografii”, następnie Odznakę Honorową (1970), Srebrną Odznakę Honorową (1975) i Złotą Odznakę Honorową (1976) „Zasłużony Białostocczyźnie” oraz Krzyż Kawalerski (1974) i Krzyż Oficerski (1984) Orderu Odrodzenia Polski.